# Schwedischer Fußballpokal der Männer 2024/25
Der schwedische Fußballpokal 2024/25 (auch Svenska Cupen 2024/25 genannt) war die 69. Austragung des Fußballpokalwettbewerbs der Männer. Die 1. Runde begann am 14. Mai 2024. Das Finale fand am 29. Mai 2025 statt. Titelverteidiger war Malmö FF.
Neuer Titelträger wurde BK Häcken, der seinen Vorgänger im Elfmeterschießen entthronte und seinen vierten Titel errang. Der Sieger erhielt einen Startplatz für die 1. Qualifikationsrunde der UEFA Europa League 2025/26. Torschützenkönig wurde Tim Prica von IFK Norrköping mit sechs Toren.

## Modus
Die K.-o.-Spiele wurden in einer Begegnung entschieden. Bei unentschiedenem Ausgang gab es eine Verlängerung von zweimal 15 Minuten und gegebenenfalls ein Elfmeterschießen. In der 1. Runde traten 64 Mannschaften der dritten Spielklasse oder darunter gegeneinander an. Den Siegern wurde in der 2. Runde ein Verein der Allsvenskan bzw. der Superettan zugelost.
Die 32 Sieger qualifizierten sich für die Gruppenphase. In jede Gruppe wurden zwei gesetzte und zwei ungesetzte Mannschaften gelost. Dort spielte jedes Team in einer einfachen Runde gegen die anderen drei Gruppengegner. Die Gruppensieger erreichten das Viertelfinale. In allen K.-o.-Runden hatten unterklassige Vereine Heimrecht.

## Teilnehmer
| Fotbollsallsvenskan (16) (Level 1) | Fotbollsallsvenskan (16) (Level 1) | Superettan (16) (Level 2) | Superettan (16) (Level 2) |
| --- | --- | --- | --- |
| - IF Brommapojkarna - Djurgårdens IF - IF Elfsborg - GAIS Göteborg - IFK Göteborg - BK Häcken - Halmstads BK - Hammarby IF                                      | - Kalmar FF - Malmö FF - Mjällby AIF - IFK Norrköping - IK Sirius - AIK Solna - IFK Värnamo - Västerås SK                                       | - IK Brage - Degerfors IF - Gefle IF - Helsingborgs IF - Landskrona BoIS - IK Oddevold - Örebro SK - Örgryte IS                                                                                             | - Östers IF - Östersunds FK - Sandvikens IF - Skövde AIK - GIF Sundsvall - Trelleborgs FF - Utsiktens BK - Varbergs BoIS                                                                                    |
| Division 1 (19) (Level 3) | Division 1 (19) (Level 3) | Division 2 (29) (Level 4) | Division 2 (29) (Level 4) |
| - Ängelsholms FF - Ariana FC - Eskilsminne IF - Falkenbergs FF - Jönköpings Södra IF - Karlbergs BK - FBK Karlstad - IF Karlstad Fotboll - Onsala BK - Piteå IF | - Sollentuna FK - FC Stockholm Internazionale - IFK Stocksund - Täby FK - Torns IF - Torslanda IK - FC Trollhättan - Tvååkers IF - Vasalunds IF | - FC Arlanda - FBK Balkan - IFK Berga - Dalkurd FF - Enskede IK - IFK Eskilstuna - BK Forward - IF Franke - IK Gauthiod - Gottne IF - FC Gute - IFK Haninge - IFK Hässleholm - Herrestads AIF - Huddinge IF | - Hudiksvalls FF - FC Järfälla - Landvetter IS - IF Lödde - Nacka FC - Nyköpings BIS - IFK Östersund - IFK Simrishamn - Skellefteå FF - IFK Skövde - Smedby AIS - IK Tord - Vänersborgs IF - Viggbyholms IK |
| Division 3 (11) (Level 5) | Division 3 (11) (Level 5) | Division 4 (4) (Level 6) | Division 5 (1) (Level 7) |
| - Årsunda IF - Åstorps FF - Borens IK - IF Haga - Jönköpings BK - Korsnäs IF                                                                                    | - Kristianopels GoIF - Kubikenborgs IF - Sunnersta AIF - Tidaholms GoIF - IK Zenith                                                             | - Brålanda IF - Götaholms BK - Stegeborgs IF - Timmernabbens IF | - Styrsö BK |

## 1. Runde
Teilnehmer: 19 Vereine der Division 1, 29 Vereine der Division 2, 11 Vereine der Division 3, vier Vereine der Division 4 und ein Team aus der Division 5. (Die Ligastufe ist in Klammern angegeben).
| Datum      |                        | Ergebnis              |                                   |
| ---------- | ---------------------- | --------------------- | --------------------------------- |
| 14.05.2024 | FBK Balkan (IV)        | 1:2 n. V.             | IFK Simrishamn (IV)               |
| 21.05.2024 | IFK Skövde (IV)        | 0:1                   | IK Tord (IV)                      |
| 22.05.2024 | Åstorps FF (V)         | 0:2                   | Eskilsminne IF (III)              |
| 22.05.2024 | Tidaholms GoIF (V)     | 1:4 n. V.             | Jönköpings Södra IF (III)         |
| 22.05.2024 | Enskede IK (IV)        | 1:0                   | FC Arlanda (IV)                   |
| 29.05.2024 | IF Franke (IV)         | 0:2                   | Täby FK (III)                     |
| 29.05.2024 | Styrsö BK (VII)        | 0:5                   | FC Trollhättan (III)              |
| 29.05.2024 | IFK Haninge (IV)       | 0:4                   | FC Stockholm Internazionale (III) |
| 04.06.2024 | Landvetter IS (IV)     | 0:4                   | Falkenbergs FF (III)              |
| 04.06.2024 | IF Lödde (IV)          | 0:4                   | Ariana FC (III)                   |
| 05.06.2024 | Viggbyholms IK (IV)    | 1:1 n. V. (2:4 i. E.) | Karlbergs BK (III)                |
| 11.06.2024 | Torslanda IK (III)     | 2:1                   | Onsala BK (III)                   |
| 11.06.2024 | Årsunda IF (VI)        | 2:1                   | Korsnäs IF (V)                    |
| 12.06.2024 | Timmernabbens IF (V)   | 1:5                   | IFK Berga (IV)                    |
| 17.06.2024 | Jönköpings BK (V)      | 0:4                   | Smedby AIS (IV)                   |
| 19.06.2024 | Dalkurd FF (IV)        | 1:5                   | Sollentuna FK (III)               |
| 19.06.2024 | BK Forward (IV)        | 0:5                   | FBK Karlstad (III)                |
| 20.06.2024 | Huddinge IF (IV)       | 3:2 n. V.             | Nacka FC (IV)                     |
| 20.06.2024 | Stegeborgs IF (VI)     | 2:4                   | Nyköpings BIS (IV)                |
| 23.06.2024 | IFK Eskilstuna (IV)    | 1:2                   | IFK Stocksund (III)               |
| 25.06.2024 | FC Gute (IV)           | 2:1 n. V.             | Vasalunds IF (III)                |
| 25.06.2024 | Sunnersta AIF (V)      | 0:2                   | FC Järfälla (IV)                  |
| 25.06.2024 | IF Haga (V)            | 1:1 n. V. (4:3 i. E.) | Borens IK (V)                     |
| 25.06.2024 | Herrestads AIF (IV)    | 1:0                   | Vänersborgs IF (IV)               |
| 25.06.2024 | IK Zenith (V)          | 0:3                   | Tvååkers IF (III)                 |
| 25.06.2024 | Kristianopels GoIF (V) | 1:3                   | IFK Hässleholm (IV)               |
| 26.06.2024 | Skellefteå FF (IV)     | 1:2                   | Piteå IF (III)                    |
| 26.06.2024 | IFK Östersund (IV)     | 1:0                   | Hudiksvalls FF (IV)               |
| 02.07.2024 | Kubikenborgs IF (V)    | 3:2                   | Gottne IF (IV)                    |
| 02.07.2024 | Ängelsholms FF (III)   | 2:0                   | Torns IF (III)                    |
| 03.07.2024 | Götaholms BK (VI)      | 3:2                   | IK Gauthiod (IV)                  |
| 04.07.2024 | Brålanda IF (VI)       | 2:4                   | IF Karlstad Fotboll (III)         |

## 2. Runde
Teilnehmer: Die 32 Sieger der 1. Runde und alle Mannschaften der Allsvenskan 2024 und der Superettan 2024. Die Auslosung fand am 9. Juli 2024 statt.
| Datum      |                                   | Ergebnis  |                       |
| ---------- | --------------------------------- | --------- | --------------------- |
| 20.08.2024 | Sollentuna FK (III)               | 0:2       | Örebro SK (II)        |
| 20.08.2024 | FC Gute (IV)                      | 1:3       | Västerås SK (I)       |
| 20.08.2024 | Tvååkers IF (III)                 | 1:3       | Trelleborgs FF (II)   |
| 20.08.2024 | FC Stockholm Internazionale (III) | 1:0       | GIF Sundsvall (II)    |
| 20.08.2024 | Årsunda IF (V)                    | 0:5       | Skövde AIK (II)       |
| 20.08.2024 | IF Karlstad Fotboll (III)         | 1:3       | IK Sirius (I)         |
| 20.08.2024 | Jönköpings Södra IF (III)         | 1:2       | IFK Värnamo (I)       |
| 20.08.2024 | Ängelsholms FF (III)              | 0:4       | Kalmar FF (I)         |
| 20.08.2024 | Herrestads AIF (IV)               | 0:2       | Helsingborgs IF (II)  |
| 21.08.2024 | Nyköpings BIS (IV)                | 1:4       | Degerfors IF (II)     |
| 21.08.2024 | FBK Karlstad (III)                | 2:3       | Sandvikens IF (II)    |
| 21.08.2024 | Karlbergs BK (III)                | 2:1 n. V. | Östersunds FK (II)    |
| 21.08.2024 | Götaholms BK (VI)                 | 1:3       | Östers IF (II)        |
| 21.08.2024 | Kubikenborgs IF (V)               | 1:7       | AIK Solna (I)         |
| 21.08.2024 | IFK Östersund (IV)                | 0:5       | IF Brommapojkarna (I) |
| 21.08.2024 | Piteå IF (III)                    | 1:3       | IFK Norrköping (I)    |
| 21.08.2024 | IFK Berga (IV)                    | 1:2       | Örgryte IS (II)       |
| 21.08.2024 | Smedby AIS (IV)                   | 1:2       | Utsiktens BK (II)     |
| 21.08.2024 | FC Trollhättan (III)              | 2:4       | GAIS Göteborg (I)     |
| 21.08.2024 | IF Haga (V)                       | 0:2       | Halmstads BK (I)      |
| 21.08.2024 | IFK Hässleholm (IV)               | 1:5       | Mjällby AIF (I)       |
| 22.08.2024 | IFK Simrishamn (IV)               | 1:3       | Varbergs BoIS (II)    |
| 22.08.2024 | Huddinge IF (IV)                  | 0:1       | Gefle IF (II)         |
| 22.08.2024 | Enskede IK (IV)                   | 1:2 n. V. | IK Brage (II)         |
| 22.08.2024 | Täby FK (III)                     | 0:2       | IK Oddevold (II)      |
| 22.08.2024 | Falkenbergs FF (III)              | 0:2       | Landskrona BoIS (II)  |
| 22.08.2024 | Ariana FC (III)                   | 0:2       | IFK Göteborg (I)      |
| 29.08.2024 | IFK Stocksund (III)               | 1:6       | Hammarby IF (I)       |
| 02.10.2024 | IK Tord (IV)                      | 1:2       | BK Häcken (I)         |
| 10.10.2024 | FC Järfälla (IV)                  | 1:6       | Djurgårdens IF (I)    |
| 30.10.2024 | Eskilsminne IF (III)              | 0:5       | IF Elfsborg (I)       |
| 01.12.2024 | Malmö FF (I)                      | 5:2 n. V. | Torslanda IK (III) *  |

## Gruppenphase
Für die Gruppenphase waren die 32 Sieger der zweiten Runde qualifiziert. Die Auslosung fand am 3. Dezember 2024 statt. Dabei waren die 16 Erstligisten als Gruppenerste und -zweite gesetzt, während ihnen die restlichen 16 zugelost wurden. Die Spiele wurden vom 15. Februar bis zum 3. März 2025 ausgetragen. In der Klammer ist die jeweilige Ligaebene angegeben, in der der Verein in der Saison 2024 spielte.

### Gruppe 1
| Datum      |              | Ergebnis |              |
| ---------- | ------------ | -------- | ------------ |
| 16.02.2025 | Malmö FF     | 5:0      | Utsiktens BK |
| 16.02.2025 | Västerås SK  | 5:0      | Skövde AIK   |
| 24.02.2025 | Skövde AIK   | 1:2      | Malmö FF     |
| 24.02.2025 | Västerås SK  | 2:1      | Utsiktens BK |
| 02.03.2025 | Utsiktens BK | 2:1      | Skövde AIK   |
| 02.03.2025 | Malmö FF     | 3:0      | Västerås SK  |

| Pl. | Verein            | Sp. | S | U | N | Tore    | Diff. | Punkte |
| --- | ----------------- | --- | - | - | - | ------- | ----- | ------ |
| 1.  | Malmö FF (I)      | 3   | 3 | 0 | 0 | 010:100 | +9    | 09     |
| 2.  | Västerås SK (I)   | 3   | 2 | 0 | 1 | 007:400 | +3    | 06     |
| 3.  | Utsiktens BK (II) | 3   | 1 | 0 | 2 | 003:800 | −5    | 03     |
| 4.  | Skövde AIK (II)   | 3   | 0 | 0 | 3 | 002:900 | −7    | 0      |

### Gruppe 2
| Datum      |                             | Ergebnis |                             |
| ---------- | --------------------------- | -------- | --------------------------- |
| 15.02.2025 | Hammarby IF                 | 1:1      | Varbergs BoIS               |
| 15.02.2025 | FC Stockholm Internazionale | 2:0      | Kalmar FF                   |
| 22.02.2025 | FC Stockholm Internazionale | 0:3      | Hammarby IF                 |
| 22.02.2025 | Kalmar FF                   | 3:1      | Varbergs BoIS               |
| 03.03.2025 | Varbergs BoIS               | 1:2      | FC Stockholm Internazionale |
| 03.03.2025 | Hammarby IF                 | 2:1      | Kalmar FF                   |

| Pl. | Verein                            | Sp. | S | U | N | Tore    | Diff. | Punkte |
| --- | --------------------------------- | --- | - | - | - | ------- | ----- | ------ |
| 1.  | Hammarby IF (I)                   | 3   | 2 | 1 | 0 | 006:200 | +4    | 07     |
| 2.  | FC Stockholm Internazionale (III) | 3   | 2 | 0 | 1 | 004:400 | ±0    | 06     |
| 3.  | Kalmar FF (I)                     | 3   | 1 | 0 | 2 | 004:500 | −1    | 03     |
| 4.  | Varbergs BoIS (II)                | 3   | 0 | 1 | 2 | 003:600 | −3    | 01     |

### Gruppe 3
| Datum      |                | Ergebnis |                |
| ---------- | -------------- | -------- | -------------- |
| 14.02.2025 | AIK Solna      | 1:1      | Degerfors IF   |
| 15.02.2025 | IFK Värnamo    | 3:4      | Trelleborgs FF |
| 22.02.2025 | Trelleborgs FF | 1:1      | AIK Solna      |
| 22.02.2025 | IFK Värnamo    | 2:3      | Degerfors IF   |
| 28.02.2025 | Degerfors IF   | 0:1      | Trelleborgs FF |
| 28.02.2025 | AIK Solna      | 2:0      | IFK Värnamo    |

| Pl. | Verein              | Sp. | S | U | N | Tore    | Diff. | Punkte |
| --- | ------------------- | --- | - | - | - | ------- | ----- | ------ |
| 1.  | Trelleborgs FF (II) | 3   | 2 | 1 | 0 | 006:400 | +2    | 07     |
| 2.  | AIK Solna (I)       | 3   | 1 | 2 | 0 | 004:200 | +2    | 05     |
| 3.  | Degerfors IF (II)   | 3   | 1 | 1 | 1 | 004:400 | ±0    | 04     |
| 4.  | IFK Värnamo (I)     | 3   | 0 | 0 | 3 | 005:900 | −4    | 0      |

### Gruppe 4
| Datum      |                | Ergebnis |                |
| ---------- | -------------- | -------- | -------------- |
| 16.02.2025 | Djurgårdens IF | 2:0      | Sandvikens IF  |
| 16.02.2025 | IFK Göteborg   | 2:0      | IK Oddevold    |
| 22.02.2025 | IK Oddevold    | 2:2      | Djurgårdens IF |
| 23.02.2025 | IFK Göteborg   | 3:0      | Sandvikens IF  |
| 02.03.2025 | Sandvikens IF  | 1:0      | IK Oddevold    |
| 02.03.2025 | Djurgårdens IF | 3:4      | IFK Göteborg   |

| Pl. | Verein             | Sp. | S | U | N | Tore    | Diff. | Punkte |
| --- | ------------------ | --- | - | - | - | ------- | ----- | ------ |
| 1.  | IFK Göteborg (I)   | 3   | 3 | 0 | 0 | 009:300 | +6    | 09     |
| 2.  | Djurgårdens IF (I) | 3   | 1 | 1 | 1 | 007:600 | +1    | 04     |
| 3.  | Sandvikens IF (II) | 3   | 1 | 0 | 2 | 001:500 | −4    | 03     |
| 4.  | IK Oddevold (II)   | 3   | 0 | 1 | 2 | 002:500 | −3    | 01     |

### Gruppe 5
| Datum      |                 | Ergebnis |                 |
| ---------- | --------------- | -------- | --------------- |
| 16.02.2025 | Mjällby AIF     | 4:0      | Landskrona BoIS |
| 16.02.2025 | Halmstads BK    | 4:0      | Gefle IF        |
| 23.02.2025 | Gefle IF        | 0:5      | Mjällby AIF     |
| 24.02.2025 | Halmstads BK    | 2:0      | Landskrona BoIS |
| 02.03.2025 | Landskrona BoIS | 3:1      | Gefle IF        |
| 02.03.2025 | Mjällby AIF     | 3:0      | Halmstads BK    |

| Pl. | Verein               | Sp. | S | U | N | Tore    | Diff. | Punkte |
| --- | -------------------- | --- | - | - | - | ------- | ----- | ------ |
| 1.  | Mjällby AIF (I)      | 3   | 3 | 0 | 0 | 012:000 | +12   | 09     |
| 2.  | Halmstads BK (I)     | 3   | 2 | 0 | 1 | 006:300 | +3    | 06     |
| 3.  | Landskrona BoIS (II) | 3   | 1 | 0 | 2 | 003:700 | −4    | 03     |
| 4.  | Gefle IF (II)        | 3   | 0 | 0 | 3 | 001:120 | −11   | 0      |

### Gruppe 6
| Datum      |                | Ergebnis |                |
| ---------- | -------------- | -------- | -------------- |
| 15.02.2025 | GAIS Göteborg  | 4:1      | Örebro SK      |
| 15.02.2025 | Karlbergs BK   | 1:2      | IFK Norrköping |
| 21.02.2025 | Karlbergs BK   | 0:2      | GAIS Göteborg  |
| 22.02.2025 | IFK Norrköping | 4:2      | Örebro SK      |
| 02.03.2025 | Örebro SK      | 1:2      | Karlbergs BK   |
| 02.03.2025 | GAIS Göteborg  | 0:3      | IFK Norrköping |

| Pl. | Verein             | Sp. | S | U | N | Tore    | Diff. | Punkte |
| --- | ------------------ | --- | - | - | - | ------- | ----- | ------ |
| 1.  | IFK Norrköping (I) | 3   | 3 | 0 | 0 | 009:300 | +6    | 09     |
| 2.  | GAIS Göteborg (I)  | 3   | 2 | 0 | 1 | 006:400 | +2    | 06     |
| 3.  | Karlbergs BK (III) | 3   | 1 | 0 | 2 | 003:500 | −2    | 03     |
| 4.  | Örebro SK (II)     | 3   | 0 | 0 | 3 | 004:100 | −6    | 0      |

### Gruppe 7
| Datum      |                   | Ergebnis |                   |
| ---------- | ----------------- | -------- | ----------------- |
| 16.02.2025 | IF Elfsborg       | 3:1      | Örgryte IS        |
| 16.02.2025 | IF Brommapojkarna | 0:0      | IK Brage          |
| 23.02.2025 | IK Brage          | 0:1      | IF Elfsborg       |
| 23.02.2025 | IF Brommapojkarna | 3:0      | Örgryte IS        |
| 01.03.2025 | Örgryte IS        | 3:1      | IK Brage          |
| 01.03.2025 | IF Elfsborg       | 1:1      | IF Brommapojkarna |

| Pl. | Verein                | Sp. | S | U | N | Tore    | Diff. | Punkte |
| --- | --------------------- | --- | - | - | - | ------- | ----- | ------ |
| 1.  | IF Elfsborg (I)       | 3   | 2 | 1 | 0 | 005:200 | +3    | 07     |
| 2.  | IF Brommapojkarna (I) | 3   | 1 | 2 | 0 | 004:100 | +3    | 05     |
| 3.  | Örgryte IS (II)       | 3   | 1 | 0 | 2 | 004:700 | −3    | 03     |
| 4.  | IK Brage (II)         | 3   | 0 | 1 | 2 | 001:400 | −3    | 01     |

### Gruppe 8
| Datum      |                 | Ergebnis |                 |
| ---------- | --------------- | -------- | --------------- |
| 17.02.2025 | BK Häcken       | 3:0      | Östers IF       |
| 17.02.2025 | IK Sirius       | 2:1      | Helsingborgs IF |
| 23.02.2025 | Helsingborgs IF | 1:4      | BK Häcken       |
| 23.02.2025 | IK Sirius       | 0:3      | Östers IF       |
| 01.03.2025 | Östers IF       | 1:0      | Helsingborgs IF |
| 01.03.2025 | BK Häcken       | 0:2      | IK Sirius       |

| Pl. | Verein               | Sp. | S | U | N | Tore    | Diff. | Punkte |
| --- | -------------------- | --- | - | - | - | ------- | ----- | ------ |
| 1.  | BK Häcken (I)        | 3   | 2 | 0 | 1 | 007:300 | +4    | 06     |
| 2.  | Östers IF (II)       | 3   | 2 | 0 | 1 | 004:300 | +1    | 06     |
| 3.  | IK Sirius (I)        | 3   | 2 | 0 | 1 | 004:400 | ±0    | 06     |
| 4.  | Helsingborgs IF (II) | 3   | 0 | 0 | 3 | 002:700 | −5    | 0      |

## Viertelfinale
Für das Viertelfinale qualifizierten sich die acht Gruppensieger. Die Spiele wurden vom 8. März bis zum 10. März 2025 ausgetragen. In der Klammer ist die jeweilige Ligaebene angegeben, in der der Verein in der Saison 2024 spielte.
| Datum      |                    | Ergebnis  |                     |
| ---------- | ------------------ | --------- | ------------------- |
| 08.03.2025 | Mjällby AIF (I)    | 0:1       | BK Häcken (I)       |
| 09.03.2025 | IFK Göteborg (I)   | 4:0       | Hammarby IF (I)     |
| 09.03.2025 | IFK Norrköping (I) | 3:1 n. V. | Trelleborgs FF (II) |
| 10.03.2025 | Malmö FF (I)       | 1:0       | IF Elfsborg (I)     |

## Halbfinale
Für das Halbfinale qualifizierten sich die vier Sieger der Viertelfinalpartien. Die Spiele wurden am 16. März 2025 ausgetragen. In der Klammer ist die jeweilige Ligaebene angegeben, in der der Verein in der Saison 2024 spielte.
| Datum      |               | Ergebnis  |                    |
| ---------- | ------------- | --------- | ------------------ |
| 16.03.2025 | Malmö FF (I)  | 3:2 n. V. | IFK Göteborg (I)   |
| 16.03.2025 | BK Häcken (I) | 3:1       | IFK Norrköping (I) |

## Finale
Für das Finale qualifizierten sich die zwei Sieger der Halbfinalpartien. Das Spiel zwischen den beiden Erstligisten wurde am 29. Mai 2025 ausgetragen.
| Paarung        | Malmö FF – BK Häcken |
| Ergebnis       | 0:0 n. V.; 2:4 i. E. |
| Datum          | 29. Mai 2025 um 15:00 Uhr |
| Stadion        | Eleda Stadion, Malmö |
| Zuschauer      | 20.189 |
| Schiedsrichter | Glenn Nyberg |
| Tore           | Elfmeterschießen: Simon Gustafson Sead Hakšabanović (gehalten) 0:1 Samuel Leach Holm 1:1 Oliver Berg 1:2 Adam Lundkvist Gabriel Busanello (gehalten) 1:3 Etrit Berisha 2:3 Otto Rosengren 2:4 Silas Andersen |
| Malmö FF       | Melker Ellborg – Jens Stryger Larsen, Oscar Lewicki (91. Johan Karlsson), Colin Rösler, Gabriel Busanello – Taha Ali (116. Oliver Berg), Otto Rosengren, Lasse Berg Johnsen, Hugo Bolin (105.+ 4' Arnór Sigurðsson) – Anders Christiansen (55. Sead Hakšabanović), Isaac Kiese Thelin (81. Daníel Guðjohnsen) Cheftrainer: Henrik Rydström |
| BK Häcken      | Etrit Berisha – Filip Öhman (72. Sigge Jansson), Silas Andersen, Marius Lode, Adam Lundkvist – Pontus Dahbo (96. Nikola Mitrović), Samuel Leach Holm, Mikkel Rygaard – Isak Brusberg (46. John Paul Dembe), Simon Gustafson , Severin Nioule Cheftrainer: Jens Gustafsson                                                                  |
| Gelbe Karten   | Rosengren (35.), Guðjohnsen (111.), Larsen (116.) – Andersen (35.), Jensen (48.), Öhman (61.), Jansson (82.) |